# Spiramphinema convolutum
Spiramphinema convolutum är en rundmaskart som beskrevs av Christian Wieser 1956. Spiramphinema convolutum ingår i släktet Spiramphinema och familjen Monhysteridae. Inga underarter finns listade i Catalogue of Life.